# Lowland Heights
Lowland Heights est un hameau (hamlet) de Pincher Creek No 9, situé dans la province canadienne d'Alberta.

## Démographie
En tant que localité désignée dans le recensement de 2011, Lowland Heights a une population de 32 habitants dans 14 de ses 17 logements, soit une variation de -28.9% par rapport à la population de 2006. Avec une superficie de 0,385 4 km2, le hameau possède une densité de population de 83,030 6 hab/km2 en 2011.
Concernant le recensement de 2006, Lowland Heights abritait 45 habitants dans 19 de ses 20 logements. Avec une superficie de 0,385 4 km2, le hameau possédait une densité de population de 116,8 hab/km2 en 2006.